# 聖水大橋
聖水大橋（ソンスおおはし）は、大韓民国のソウル特別市城東区聖水洞と同市江南区狎鴎亭をつなぐ漢江に架けられた橋梁の一つである。
1994年10月21日、旧橋の中央部分が突然崩壊し落橋する事故が発生、死者32人、負傷者17人を出す惨事となった。現在の橋は事故後の1997年に再架橋されたものである。

## 聖水大橋崩落事故

### 事故の概要
事故当時の聖水大橋は、橋長1,160.8m、幅員19.4m。1977年4月着工、1979年10月完成。漢江に架かる17の橋では新しい方であったが、完成からわずか15年後に崩落事故を起こした。施工は韓国の東亜建設産業（日本の東亜建設工業とは無関係）が担当した。
聖水大橋は、ソウル特別市中心部と江南地区（「江南」という地名自体が「漢江の南」という意味を持つ）を結ぶ基幹道路の一部をなす4車線の道路橋であり、日常的に交通量は多かった。一日あたりの交通量は開通当初の2倍以上に増加し、設計時に見込まれた標準車両荷重を大きく超えて車両が通行していた。そのため以前から通行中の振動が激しいと苦情があったため、事故前夜にもソウル市当局が応急補修工事を行っていた矢先のことであった。また事故当日は朝の通勤通学時間帯と重なったことに加え、降雨のため渋滞が発生し、橋上で車両が混雑していたことも被害を拡大した。
1994年10月21日午前7時40分頃、橋の中央部分が突然48mにわたり崩壊し、橋を通行中の市内バスや乗用車が次々と約20m下の漢江へ落下。しかし漢江は渇水期であったことから崩落した橋桁上部の舗装部分は水没せず、その上に市内バスや乗用車が落下して大破するという惨事となった（写真を参照）。
この事故により32人が死亡、17人が重軽傷を負い、死亡した32人のうち1人はフィリピン人、また漢城運輸運行の16番市内バスも崩落に巻き込まれ乗客33人中31人が死亡、犠牲者の中には舞鶴女子中学校・高等学校の生徒9人が含まれていた。

### 原因と対策
事故原因の調査により、様々な手抜き工事や施工不良が明らかになり、また橋の完成後の供用中にも維持補修や検査に関する技術基準がなく、市の財源不足により定期点検ができていなかったことなどが判明した。そして当時は入札制度がなく、施工業者の選定にも問題があったことも指摘された。
事故の責任を問われ、工事を担当した建設会社とソウル市の監督責任者が刑事訴追された。また当時のソウル市長李元鐘が金泳三大統領により更迭され慶尚北道知事だった禹命奎を市長に任命したが、市建設局道路保守課長として聖水大橋建設に関わってたことが問題視され僅か11日で解任されて崔秉烈に取って代わった。
この事故を契機に、漢江に架かる全ての橋の緊急点検が行われ、その結果欠陥が発覚した堂山鉄橋も架け替えられることとなった。さらに翌1995年6月29日には三豊百貨店が同様に手抜き工事による崩壊事故を起こしたことを受け、同年7月には「災難管理法」が制定された。また、聖水大橋落下事故や三豊百貨店崩壊事故を契機に、消防防災庁直属の救助部隊「中央119救助隊」が設置された。
相次ぐ大事故に対し、韓国国内での手抜き工事に対する国民の批判が高まったことから、金泳三大統領は全国の道路・橋梁等の一斉点検を行わせた。また韓国政府は主要な土木工事のいくつかを外国企業へ発注することとし、聖水大橋の復旧工事の統括と技術指導はイギリスの企業が担当した。聖水大橋の交通量増加により超過していた設計荷重を適合するよう再設計した上で、事故翌年の1995年5月に復旧工事に着工、1997年7月3日に再開通した。復旧工事は現代建設が施工した。
しかしその後、2001年の調査でも聖水大橋での不正工事が発覚している。

### 本事故を扱った作品
- はちどり - 2018年の韓国映画（日本では2020年公開）